# Golubovci
Golubovci (cyr. Голубовци) – miasto w Czarnogórze, stolica gminy Zeta. W 2011 roku liczyło 3110 mieszkańców.
W mieście funkcjonuje port lotniczy Podgorica – największy w kraju. Swą siedzibę ma tu klub sportowy FK Zeta.